# 池島ルリ子
池島 ルリ子（いけしま るりこ　1951年〈昭和26年〉8月23日または12月16日 - ）は、主に1970年代に活躍した日本の元タレント、モデル、女優。神奈川県横浜市生まれ、山形県育ち。本名、森谷 瑠璃子。

## 来歴・人物
子供の頃に横浜から山形へ移り、祖母の元で育つ。中学生時代は卓球をやっていた。
1969年にモデルグループ『ヤング・ファッション』に所属し、ファッションモデルとして活動。初めての仕事はジョンソンの入浴剤『アミアミ』のCM。その後もモデルとしてポスター、CM、CFなどのカバーガールで活動。山形県立山形中央高等学校卒業後上京、美容学校中退。本人及び姉曰く「衝動的で冒険心が旺盛で、何でもやってみよう」という性格から、その後女優を志願して自ら東映に売り込み、しかもポルノ女優になりたいとアピール。ちょうど自分の映画に出演する女優を捜していた映画監督の鈴木則文に認められ、同監督の映画作品『徳川セックス禁止令 色情大名』（1972年4月26日公開、東映製作・配給）でデビュー。山形育ちのため、台詞に東北訛りがすぐ出て来るのが問題だったという。
デビューしたばかりの頃は「何も出来ない女の子が芸能界で成功するにはこれしかない」と思い込んで、多くの週刊誌のインタビューなどで明け透けなことを多く語っていたことがあった。これについて後日本人は「あの頃の私はすごく気負っていた」として、本当の自分は「おばあちゃん子の寂しがり屋で、一人で居るのが好きな地味な子」であると語っている。
目標は春川ますみみたいな女優になることと語っていたことがあったが、その後映画が肌に合わず「映画界は夢を持たせてくれても保障の無い世界」と思い込んだことで一時映画界に見切りを付けてモデル業に戻る。そして人生の生き甲斐を求めて前進するべく、趣味のゴルフを活かしてプロゴルファーを目指し、1972年末頃にプロゴルファー転向を宣言したことがあった。この時あるスポーツ紙では「池島ルリ子、ポルノ女優を廃業してプロゴルファーに転向」と記事が載ったことがあった。しかしこの転向は実現せず、翌1973年には『ポルノ時代劇 忘八武士道』で映画界に復帰。また日本テレビ『11PM』には、月刊平凡に載った自分のグラビアを日本テレビのディレクターが見たことで誘われ、月曜カバーガールとしてレギュラー出演していた。
公表されていたサイズ（1972年～1973年当時）は、身長160cm、B83cm、W55cm、H83cm。
趣味は麻雀、ゴルフ、陶器収集。

## 評価
上述、一時映画界に見切りを付けてモデル業に戻ったことについて写真家の長濱治は当人について「プロのモデル意識が無くて、ひとつの職業に留まるような子じゃない」と話している。
また上述、プロゴルファー転向を宣言したことについてプロゴルファーの岡田美智子は「うわべだけに惹かれてプロを目指そうと思っているなら、おやめなさい」と苦言を呈している。

## 出演

### 映画
- 徳川セックス禁止令 色情大名 （東映京都、1972年4月26日公開）- 梢 役
- ポルノ時代劇 忘八武士道 （東映京都、1973年2月3日公開）- お甲 役
- 喜劇 男の腕だめし （松竹、1974年3月9日公開）- 洋子 役[8]

### テレビドラマ
- プレイガールQ （東京12チャンネル、東映）- ルリ子 役

### バラエティ
- 11PM （日本テレビ系列）- 月曜カバーガール（レギュラー）[5][9]

### CM・CF
- ジョンソン『アミアミ』[5]
- 東洋工業（マツダ）[6]
- アサヒビール[6]
- 明治製菓[6]
他